# Chromium
Chromium és el projecte de codi obert de navegador de web del que Google Chrome obté el seu codi de font. Els navegadors comparteixen la majoria de codi i característiques, així i tot hi ha algunes diferències menors en les característiques del codi final i tenen diferents tipus de llicència.
El Projecte Chromium agafa el seu nom de l'element crom el metall que s'utilitza en el cromatge. La intenció de Google, expressada en la documentació per a desenvolupadors, era que chromium fos el nom del projecte de font obert i que el nom del producte final fos Chrome; així i tot altres desenvolupadors han pres el codi de Chromium i han alliberat versions sota el nom de Chromium. Aquests estan llistats a paquets comunitaris.
Un dels objectius principals del projecte era que Chromium fos un administrador de finestres amb pestanyes, o shell per a la web, el contrari d'una aplicació de navegador tradicional. L'aplicació està dissenyada amb una interfície d'usuari minimalista. Els desenvolupadors afirmen que "ha de ser lleuger (cognitivament i física) i ràpid".

## Diferències respecte a Google Chrome
Chromium és el nom donat al projecte de codi obert i al codi font del navegador alliberat i mantingut pel Projecte Chromium. És possible descarregar i compilar el codi manualment en nombroses plataformes. Per crear Chrome des de Chromium, Google pren el codi font i agrega:
- Un sistema d'acte-actualització anomenat GoogleUpdate (alguns Sistemes Operatius, es basen en els sistemes d'administració de paquets del SOTA com un alternatives)
- Adobe Flash Player[7] integrat (codi i llicència propietaris)
- Lector de PDF integrat i vista prèvia d'impressió (incorporat a Chromium 47 i posteriors després que Google alliberés el codi font del visor de PDF)
- Códecs multimèdia per brindar suport per a formats H.264, AAC i MP3
- Una restricció que deshabilita extensions no allotjades en Chrome Web Store (per a usuaris de [Windows] en tots els canals de Chrome)[8]
- Els noms Google i Google Chrome (tots dos marques registrades)[9][10][11]
- Una opció dins de la configuració perquè els usuaris puguin enviar a Google estadístiques d'ús i reportis d'errors.
- Rastreig RLZ quan [Chrome] és descarregat com a promocions de màrqueting o acords de distribució. Això transmet informació de forma codificada a Google, incloent quan—i des d'on—Chrome va ser descarregat. El juny de 2010, Google va confirmar que el token de RLZ tracking no està present en versions de Chrome descarregades directament des del lloc de Google, ni en alguna versió de Chromium. El codi font de RLZ va ser fet públic al mateix temps, (anteriorment era propietari—no obstant malgrat que el codi és obert aquesta característica no ha estat migrada a Chromium--) perquè els desenvolupadors poguessin confirmar què era i com funcionava.[12]

Per defecte, Chromium solament suporta els códecs Vorbis, Theora i WebM per a les etiquetes d'àudio i video HTML5. Google Chrome suporta aquestes a més dels códecs patentats AAC i Mp3. El gener de 2011, l'administrador Chrome Product, Mike Jazayeri, va anunciar que Chrome no suportaria el format H.264 en el seu reproductor de video HTML5. A l'octubre de 2013 Cisco va anunciar que alliberaria el codi dels seus códecs .H264. Des de desembre de 2013, Chrome brinda suport per .H264. Les distribucions de Linux que distribueixen Chromium poden agregar suport per altres códecs en les seves versions personalitzades de Chromium.

## Llicències
La part de Chromium sota l'autoria de Google és alliberada segons la llicència BSD, amb altres parts subjectes a diverses llicències de codi obert, inclosa la llicencia MIT, la LGPL, la Ms-PL i una tri-llicència MPL/GPL/LGPL.

## Història

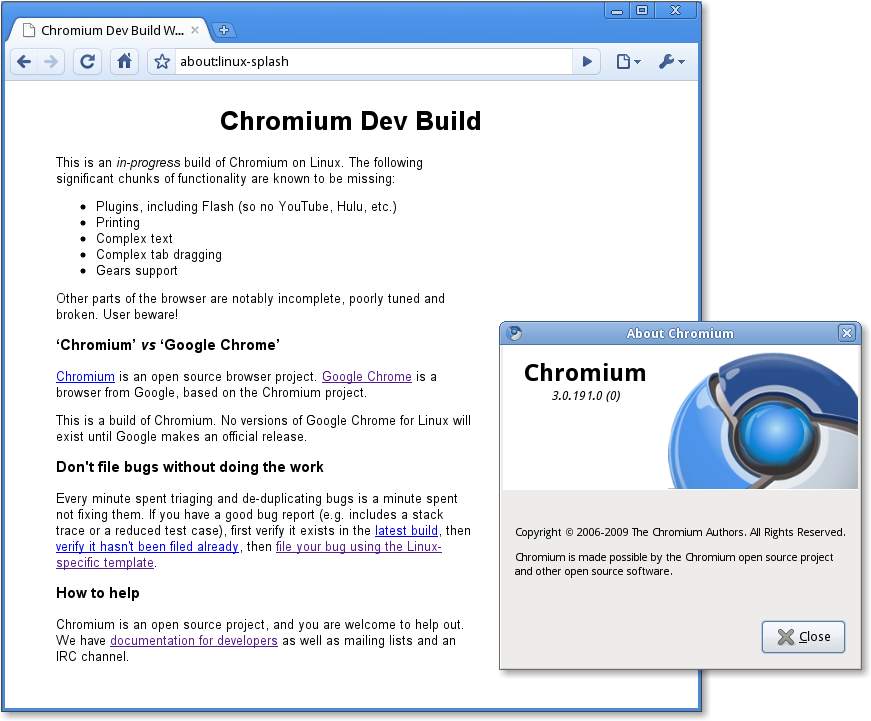
Una compilació inicial de Chromium 3.0 aclarint la seva independència de Google Chrome.

Atès que Chromium és el projecte de codi obert que proporciona alliberaments de Chrome, la història de tots dos està relacionada. Chromium és un projecte, amb tots els alliberaments per a desenvolupament, sent Chrome l'alliberament estable final.

### 2008
Google Chrome va ser introduït primer al setembre 2008, i juntament amb el seu alliberament, el codi de font de Chromium era també fet disponible deixant complexions per ser construïdes d'ell. L'alliberament de codi inicial complexions incloses per Windows i US X, així com Linux, malgrat que l'últim era en una etapa molt primerenca de desenvolupament i funcionalitat completa mancada de. Chromium 1.0 va ser alliberat al desembre de 2008 i amb això Chrome va ser desmarcat d'estat beta solament en Windows.

### 2009
El gener de 2009, les primeres versions de desenvolupament de Chrome 2.0 van ser posades a disposició, presentant un administrador de marcadors i suport a característiques de CSS no estàndard, incloent gradients, reflexions i màscares.

### 2010

Logotip de Chromium original utilitzat pel projecte fins a Chromium 11

Chromium 5.0 va ser alliberat el 26 de gener de 2010 amb 5.0.306.0 com a versió inicial. Google Chrome 5.0 ho va seguir el 25 de maig de 2010 i va brindar versions estables (no-beta) per a totes les plataformes. En aquell moment, la revista web OMG! Ubuntu! va reportar que l'ús de Chrome/Chromium era de 36,53% en navegadors en Linux, comparat al 55.52% de Firefox i 2.82% d'Opera.

### 2011
Chromium 11.0 va ser alliberat el 28 de gener de 2011 en el seu vesión 11.0.652.0. El treball de desenvolupament en aquesta versió es va @centrar netejar el menú de configuracions, inclòs el menú Sync i eliminant totes les caselles de verificació. L'analista Wolfgang Gruener va dir: "El menú de configuracions no és tan complicat ara i llueix molt més com s'esperaria d'un programari designat per professionals". Idioma i corrector ortogràfic van ser expandits a més de 100 idiomes. Chromium 11 va utilitzar WebKit 534.18 i V8 3.1.1 el que va resultar en velocitat millorada en Javascript i altres proves de rendiment. En mustras inicials Chromium 11 va ser més ràpid que Firefox 4 en proves de rendiment de V8 i Kraken, però va anar un 12% més lent que Internet Explorer en proves de Sunspider.

### 2012
Chromium 19 va ser alliberat el 2 de febrer de 2012 en la seva versió inicial 19.0.1028.0. Suport per Android va ser agregat. El desenvolupament de Chromium 19 va comportar a l'alliberament de Chrome 19.0.1084.46 el 15 de maig de 2012, que va incorporar nombrosos arranjaments de bugs al costat d'una característica de sincronització de pestanyes que permetia als usuaris tenir obertes les mateixes pestanyes en diferents dispositius a travéd de "Iniciar sessió en Chrome".

### 2013
La primera versió del 2013 va ser Chromium 27, que primer va aparèixer el 14 de febrer de 2013 en la seva versió 27.0.1412.0. Aquest cicle de desenvolupament va resultar en l'alliberament de Chrome 27.0.1453.93 el 21 de maig de 2013. Aquesta versió va incloure millores de càrrega de pàgina en una mitjana d'un 5%, la API chrome.syncFileSystem a més de predicció de rànquing millorada i prediccions Omnibox i correcció ortogràfica millorada.

### 2014
Chromium 35 va ser alliberat el 20 de febrer de 2014 en la seva versió 35.0.1849.0. Aquest cicle de desenvolupament va resultar en Chrome 35.0.1916.114 el 20 de maig de 2014. Chrome 35 va incloure un millor control per part del desenvolupador sobre l'entrada tàctil, noves característiques Javascript, un Shadow DOM sense prefixos, alguns nous API per a aplicacions i extensions, a més de millores en estabilitat i rendiment.

### 2015
Chromium 42 va ser alliberat el 12 de gener de 2015 en la seva versió 42.0.2273.0. Aquest cicle de desenvolupament va resultar en Chrome 42.0.2311.90 el 14 d'abril de 2015. Aquesta versió incloïa noves APIs per a aplicacions i extensions i millores en l'estabilitat i acompliment. En referència al seu nombre de versió, Google va assenyalar que també contenia la "resposta a la vida, l'univers i tot".

### 2016
Chromium 50.0 va ser alliberat el 16 de gener de 2016
Chromium 54 va ser alliberat el 12 d'octubre de 2016

## Altres navegadors basats en Chromium

### Actius
- CodeWeavers CrossOver Chromium és un compilat no oficial d'un derivat de Wine i Chromium Developer Build 21 per Linux i US X, inicialment alliberat el 15 de setembre del 2008 per CodeWeavers com a part del seu projecte CrossOver.[38][39]
- Comodo Dragon és una versió de Chromium per Windows7, Vista i XP de 32-bit produïda per Comodo Group. Segons els seus desenvolupadors, proveeix caracterísiticas de seguretat i privadesa millorades.[40]
- Cốc Cốc és un navegador freeware enfocat al mercat vietnamita, desenvolupat per la companyia vietnamita Cốc Cốc, basat en el codi obert de Chromium per Windows.[41] D'acord amb dades publicades per StatCounter al juliol de 2013, Cốc Cốc va sobrepassar a Opera per convertir-se en un dels 5 navegadors més populars a Vietnam dins dels 2 primers mesos després del seu alliberament oficial[42]
- Dartium és un compilat especial del navegador Chromium que inclou la Dart VM, mantinguda per Google[43]
- Epic Browser és un navegador web @centrar la privadesa desenvolupat per Hidden Reflex d'Índia basat en el codi font de Chromium[44]
- Maelstrom basat en BitTorrent Inc de San Francisco que presa en marc de desenvolupament de Chromium i li integra un motor de BitTorrent, per la qual cosa fitxers de torrent poden ser reproduïts directament des del navegador i els llocs que utilitzen torrent no ha de dependre de servidors centrals.[45][46][47][48]
- Opera va començar a basar el seu codi font en Chromium partint de la seva versió 15.[49]
- Sleipnir és un derivat del navegador Chromium per Windows i US X. Una dels seus principals característiques és el seu enllaç amb aplicacions web (Facebook, Twitter, Dropbox, etc.) i aplicacions smartphone (Google Map, etc.). A més presumeix del que crida "text bell", i té pestanyes gràficament úniques, a més d'altres característiques.[50]
- SRWare Iron és una versió freeware de Chromium per Windows, US X i Linux, oferint versions instalables i portables. Iron deshabilita certes característiques configurables de Chromium que poguessin compartir informació amb tercers a més de característiques de rastreig que Google agrega al seu navegador Chrome.[51]
- Torch és un navegador basat en Chromium per Windows. S'especialitza en descàrrega de multimedias i conté característiques multimèdia integrades, incloent motor de torrent, captura de video i botó per compartir.[52]
- Vivaldi és un navegador per Windows, US X i Linux desenvolupat per Vivaldi Technologies.[53][54] El programari apunta a tecnòlegs, usuaris avançats d'internet i ex-usuaris del navegador web Opera. Vivaldi intenta reviure les antigues i populars característiques d'Opera 12 i introdueix noves i més innovadores.
- Yandex browser és un navegador creat per la companyia de desenvolupament de programari russa Yandex per Linux, US X i Windows. El navegador integra serveis de Yandex, que inclouen un motor de cerca, servei de traducció de màquina i emmagatzematge en el núvol.